# Rubikon
Rubikon (lat. Rubico) je mala rijeka na sjeveru Italije. Imala je poseban značaj u rimskom pravu, jer nijedan general nije imao ovlasti da je prijeđe sa svojim jedinicama. Počev od 59. pr. Kr., služila je kao granica između rimskih provincija i Cisalpske Galije; zakon je na taj način štitio Rim od unutrašnjih vojnih prijetnjâ.
Postala je slavna kada ju je Julije Cezar (Gaius Julius Caesar) prešao sa svojim legijama pod oružjem 10. siječnja 49. pr. Kr. po ugledu na Gneja Pompeja Velikog (Gnaeus Pompeius Magnus). Time je prekršio zakon Rimskog senata. Ako je vjerovati povjesničaru Svetoniju (Gaius Suetonius Tranquillus), prešavši rijeku izrekao je čuvenu krilaticu: Kocka je bačena (lat. Alea iacta est).
Od tada postoji izraz »prijeći Rubikon« koji je nadživio tadašnji Rim pa se rabi i danas za osobu koja se upušta u neku radnju s riskantnim posljedicama.
U vrijeme Rimskog Carstva, Rubikon se ulijevao u Jadransko more između Riminija (Ariminiuma) i Cesene (Caesene). Sadašnji odgovarajući tok se često osporava. Vezuje se uglavnom za rječicu Pisciatelli koja izvire na istoj planini i teku usporedno u dvjema dolinama i konačno se spajaju na morskoj razini u mjestu Gateu.